# Iwan Simonis (Billardtuchfabrik)
Die Billardtuchfabrik Iwan Simonis wurde 1680 von Henri Simonis im wallonischen Verviers gegründet.

## Geschichte

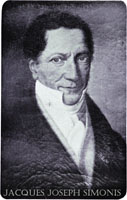
Jacques Joseph Simonis

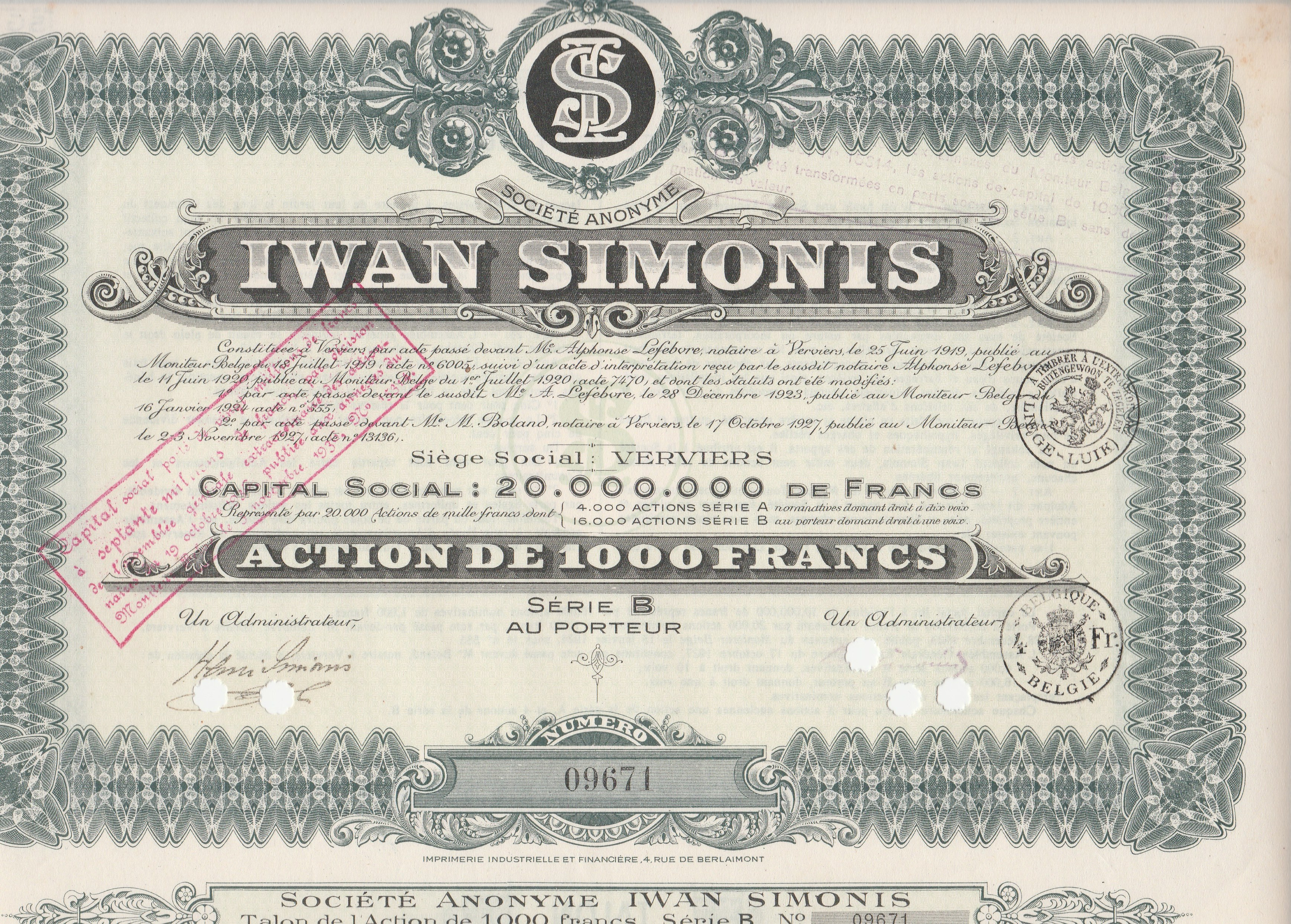
Aktie der Fa. Iwan Simonis von etwa 1949

### Die frühen Jahre
Die Stadt Verviers liegt im flachen Becken des Wesertals im belgischen Wallonien. Das Wasser war, dank seines geringen Kalkgehalts, von so hoher Qualität, dass es besonders für das Waschen von Wolle geeignet war. In diesem Tal gründete der mittelständische Händler Simonis, der auch als „le Mercier“ („der Kurzwarenhändler“) bekannt war, 1680 eine Tuchfabrik. Das Unternehmen wurde von seinem Enkel Jacques Joseph Simonis (1717–1789) auf eine solide Grundlage gestellt. Er benannte die Firma dann nach seinem Sohn Iwan, der 1769 ebenfalls in Verviers geboren wurde und später zusammen mit seinem Bruder Jean Antoine Simonis die Leitung der Fabrik übernahm. In dieser Zeit spezialisierte sich der Betrieb auf die Produktion von Billard- und Snooker-Tüchern. Die Brüder Simonis ließen 1799 durch William Cockerill, Senior ihre Webmaschinen erneuern und leiteten dadurch die Industrialisierung des europäischen Kontinents ein.

### Erster und Zweiter Weltkrieg
Während des Ersten Weltkriegs kam es aufgrund der kriegsbedingten Rohstoffknappheit zu einem Produktionsrückgang, der sich zur Weltwirtschaftskrise in den 1920ern und im Zweiten Weltkrieg noch verstärkte. Die Produktion wurde gedrosselt und dadurch zwangsweise Arbeiter entlassen. Am Ende des Zweiten Weltkriegs traf es die Firma jedoch noch härter. Die Alliierten bombardierten versehentlich die Spinnerei, und so musste zum gesunkenen Umsatz auch noch eine neue Fabrikationsstätte gebaut werden. Simonis sah sich gezwungen, einige Abteilungen zu schließen oder zu verkaufen. Dazu gehörten unter anderem: Spinnereien, Kurzwaren, die Produktion von gewebten Kleidungsstücken und das Kämmen, Waschen und Karbonisieren von Wolle.

### Zusammenschlüsse und Aufkäufe
Seit 1922 firmiert das Unternehmen als Aktiengesellschaft: Iwan Simonis S.A. Die Tücher werden in verschiedenen Qualitäten und Farben produziert. Die konstanten Laufeigenschaften machten diese Tücher zur bevorzugten Wahl bei den Vertreibern von Tischen im Billardsport. Im Jahr 1961 wurde die seit 1785 bestehende Firma Peltzer & Fils übernommen, die über Filialen in Buenos Aires, Brüssel und Tschenstochau verfügte.
1982 zerstörte ein Feuer die Firmenarchive, und so ist das genaue Datum, an dem die Herstellung von Billardtüchern begann, nicht bekannt.
Das Wachstum in der Nachfrage nach Simonis-Tüchern in Nordamerika führte im Jahr 2000 zur Gründung der Tochtergesellschaft „Iwan Simonis Inc.“, in Gurnee, in der Nähe von Chicago. Im Januar 2010 zog die Firma an eine größere Produktionsstätte in Libertyville um. Das Simonis-Billardtuch wird von der belgischen Produktionsstätte in mehr als 50 Länder auf allen Kontinenten exportiert.
Im Mai 2012 erweiterte Simonis die Produktpalette und übernahm den belgischen Billardballhersteller Saluc, der mit 80 % Marktanteil Weltmarktführer in diesem Bereich ist. Saluc entwickelte 1997 den Designer-Billardtisch „Fusion Dining Table“. Simonis bietet so, außer Queues und Zubehör, eine breite Palette an Billardausstattung an.

### Rückrufaktion
Im Dezember 2005 unterliefen der Qualitätskontrolle bei 300 Ballen Fehler, so dass sich die Firma in einer Presseerklärung im Dezember 2005 veranlasst sah, darauf hinzuweisen, dass die gewohnte Qualität für die Zukunft sichergestellt sei und die Tücher ausschließlich am Stammsitz produziert würden.

### Jubiläen
Im Jahr 2005 konnte die Firma ihr 325. Firmenjubiläum feiern und 2013 ihr „Drittel-Millennium-Jubiläum“ (333 Jahre).

## Sonstiges
Die Firma wird heute an ihrem Stammsitz von Marc Simonis geführt und gehört zu den Weltmarktführern.